# Hussain Ghuloum Abbas
Hussain Ghuloum Abbas Ali (ur. 24 września 1969) – emiracki piłkarz grający na pozycji obrońcy. Całą swoją karierę piłkarską spędził w klubie Nadi asz-Szarika. Był uczestnikiem mistrzostw świata 1990. W barwach narodowej reprezentacji rozegrał 39 meczów.